# 兰道夫县 (亚拉巴马州)
兰道夫县（英語：Randolph County）是位于美国亚拉巴马州东部的一个县，县治韦道伊。根据美国人口调查局2000年统计，共有人口22,380，其中白人占76.38%、非裔美国人占22.24%。